# José Faraoni

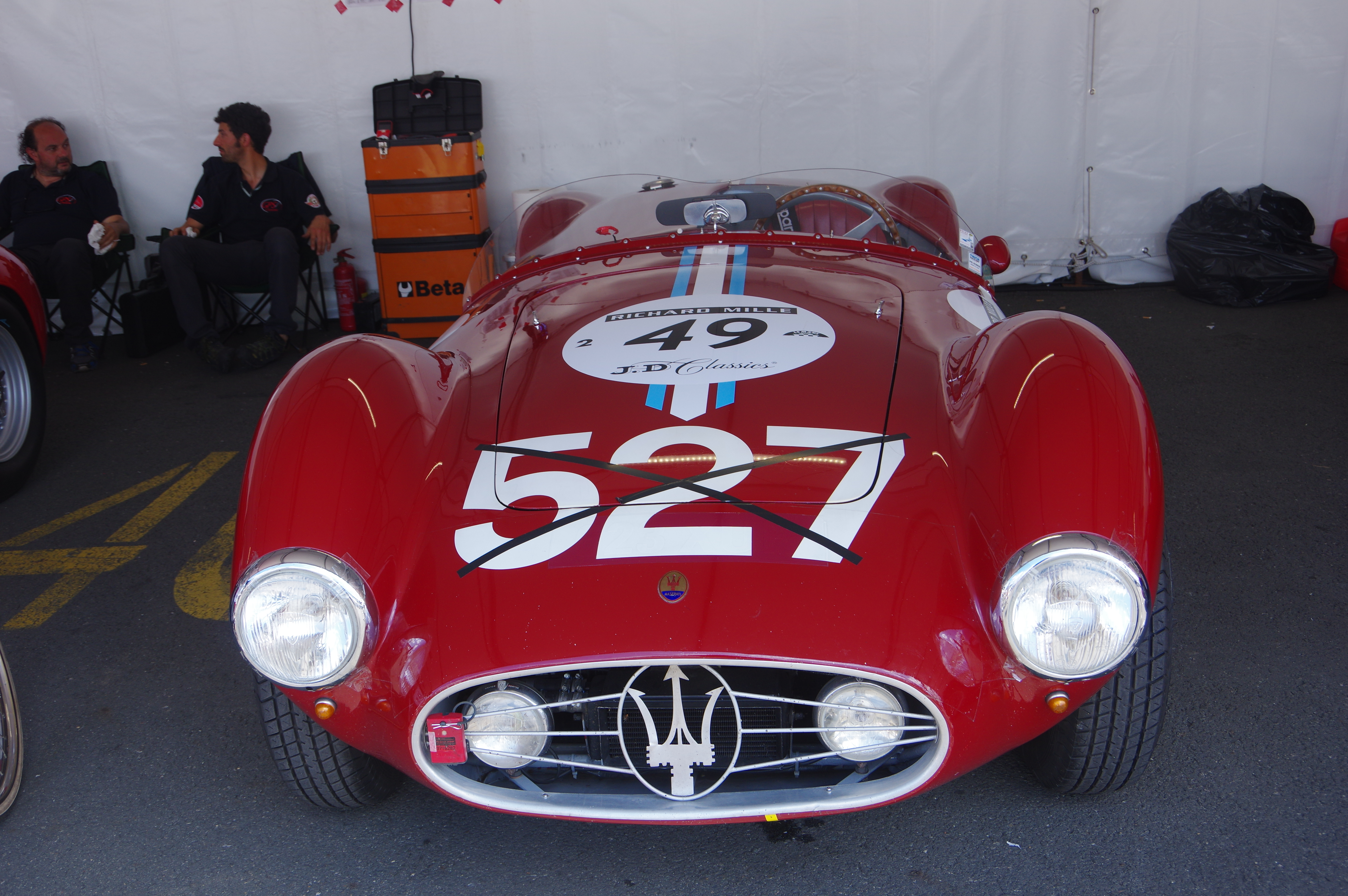
Auf einem Maserati A6GCS erreichte José Faraoni beim 1000-km-Rennen von Buenos Aires 1955 den dritten Gesamtrang

José Manuel Faraoni (* 28. März 1918 in Roldán; † 13. Mai 1994) war ein argentinischer Autorennfahrer.

## Karriere als Rennfahrer
José Faraoni war in den 1950er-Jahren vor allem im Sportwagensport aktiv. Er war 1953 Partner von Alan Brown in einem zum Sportwagen umgebauten Cooper T25 beim 1000-km-Rennen auf dem Nürburgring. Das Rennen, das zur Sportwagen-Weltmeisterschaft 1953 zählte, beendete das Duo als Sechzehnter in der Gesamtwertung. Sein größter internationaler Erfolg war der dritte Gesamtrang beim 1000-km-Rennen von Buenos Aires 1955, den er gemeinsam mit Ricardo Grandío im Maserati A6GCS einfuhr.
Seinen einzigen nennenswerten Monopostoeinsatz hatte er beim Großen Preis von Buenos Aires 1955, einem Formel-1-Rennen ohne Weltmeisterschaftsstatus. Im Rennen, das Juan Manuel Fangio vor Stirling Moss (beide auf Mercedes-Benz W 196) gewann, fiel er nach einem Defekt an seinem Maserati A6GCM aus.

## Statistik

### Einzelergebnisse in der Sportwagen-Weltmeisterschaft
| Saison | Team            | Rennwagen      | 1   | 2   | 3   | 4   | 5   | 6   | 7   |
| ------ | --------------- | -------------- | --- | --- | --- | --- | --- | --- | --- |
| 1953   | Equipe Anglaise | Cooper T25     | SEB | MIM | LEM | SPA | NÜR | RTT | CAP |
| 1953   | Equipe Anglaise | Cooper T25     |     | 16  |     |     |     |     |     |
| 1955   | Juan Perón      | Maserati A6GCS | BUA | SEB | MIM | LEM | RTT | TAR |     |
| 1955   | Juan Perón      | Maserati A6GCS | 3   |     |     |     |     |     |     |